# Chalautre-la-Petite
Chalautre-la-Petite (ʃa.lotʁ.la.pə.titⓘ) es una población y comuna francesa, en la región de Isla de Francia, departamento de Sena y Marne, en el distrito de Provins y cantón de Provins.

## Demografía
| 261 | 259 | 379 | 466 | 544 | 568 | 579 | 582 | 545 |
| Para los censos de 1962 a 1999 la población legal corresponde a la población sin duplicidades (Fuente: INSEE [Consultar]) |     |     |     |     |     |     |     |     |